# TuS Celle FC
Turn- und Sportverein Celle FC é uma agremiação esportiva alemã, fundada a 23 de agosto de 1945, sediada em Celle, na Baixa Saxônia.

## História
O clube foi criado a partir da fusão do SpVgg Celle 1921, que seria dissolvido pelas autoridades aliadas após a Segunda Guerra Mundial como parte do processo de desnazificação, e do time dos trabalhadores, Freie Turnschaft Celle, criado em 1899, e encerrado sob o nazismo, em 1933, assim como outros clubes de esquerda ou de base religiosa tidos como politicamente indesejáveis.
De 1949 até 1962, o clube jogou na Amateurliga Niedersachsen-Ost (III), antes de mudar para a divisão ocidental. Em 1964, as duas ligas foram unificadas na Amateurliga Niedersachsen, a terceira divisão. O time foi promovido à Regionalliga Nord (II), em 1968. Terminaria em décimo-quinto na primeira temporada, mas ficou em décimo-primeiro e décimo, duas vezes, entre 1970 e 1972. No entanto, na temporada 1972-73, acabou na décima-sétima posição e foi rebaixado à Amateurliga. Em 1980-81, sagrou-se campeão, contudo, não foi promovido porque perdeu na repescagem.
Depois de vencer a Verbandsliga novamente, a Amateurliga renomeada, em 1990, o clube foi promovido para a Oberliga Nord (IV). Em 1992, os atletas se tornaram independentes do TuS Celle, e acrescentaram o FC sufixo para se distinguir.
Quando a Regionalliga Nord (III) foi restabelecida em 1994, o TuS estava entre os clubes fundadores. Ele terminou em terceiro em 1995-1996, e por duas vezes em sexto. Em 1996, registrou sua participação recorde de 13 500 eapectadores no jogo contra o Bayern de Munique. Quando a Regionalliga foi reduzida de 4 para 2, em 2000, o time desceu para a Oberliga Niedersachsen/Bremen. Outro descenso ocorreria à Verbandsliga, em 2002, após terminar na última posição. O clube foi novamente rebaixado à Landesliga Lüneburg ao fim da temporada 2002-03, mas fez um retorno imediato à Verbandsliga na temporada seguinte ao vencer a Landesliga.
Em 2008, a Verbandsliga foi rebatizado de Oberliga Niedersachsen. Em 2008-09, foi rebaixado da Oberliga Niedersachsen Ost para a Bezirksoberliga Lüneburg. Na temporada seguinte foi rebaixado novamente, dessa vez para a Bezirksliga Lüneburg. Em 2010-11, terminou em segundo na Bezirksliga, e foi promovido de volta para a recém-renomeada Landesliga Lüneburg. O clube ganhou o acesso no final da temporada 2011-12 depois de terminar em terceiro, atingindo a Niedersachsenliga.

## Títulos
- Verbandsliga Niedersachsen
  - Campeão: 1980–81, 1989–90;
- Landesliga Lüneburg
  - Campeão: 2003–04;